# Alen Vučkić
Alen Vučkić, slovenski nogometaš, * 1. februar 1990, Ljubljana.
Vučkić je nekdanji profesionalni nogometaš, ki je igral na položaju branilca. Celotno kariero je igral za slovenske klube Domžale, Olimpijo in Krko. Skupno je v prvi slovenski ligi odigral 87 tekem in dosegel dva gola. Bil je tudi član slovenske reprezentance do 17, 18, 19, 20 in 21 let.
Tudi njegov brat Haris je nogometaš.